# Teksaški zvončić
Teksaški zvončić (prerijska gorčica; lat. Eustoma russellianum; sin. Eustoma grandiflorum), sjevernoamerička jednogodišnja ili dvogodišnja zeljasta biljka iz porodice sirištarki
Uspravne je stabljike, naraste 20 do 60 cm. visine. Listovi jednostavni i nasuprotni, bez peteljke. Cvate u srpnju i kolovozu plavim, ljubičastim ili bijelim cvjetovima. Često se uzgaja kod kuće.

## Sinonimi
- Bilamista grandiflora Raf.
- Eustoma andrewsii A.Nelson
- Eustoma exaltatum subsp. russellianum (Hook.) Kartesz
- Eustoma gracile Engelm. ex Small
- Eustoma grandiflorum (Raf.) Shinners
- Eustoma grandiflorum f. album (Holz.) Waterf.
- Eustoma grandiflorum f. bicolor (Standl.) Shinners
- Eustoma grandiflorum f. fisheri (Standl.) Shinners
- Eustoma grandiflorum f. flaviflorum (Cockerell) Shinners
- Eustoma grandiflorum f. roseum (Standl.) Shinners
- Eustoma russellianum f. album Holz.
- Eustoma russellianum f. bicolor Standl.
- Eustoma russellianum f. fisheri Standl.
- Eustoma russellianum f. flaviflorum Cockerell
- Eustoma russellianum var. flavum A.M.Davis
- Eustoma russellianum f. roseum Standl.
- Lisianthius glaucifolius Nutt.
- Lisianthius russellianus Hook.
- Urananthus russelianus Benth.

## Galerija
- E. russellianum
- E. russellianum
- E. russellianum